# Pilar de Goiás
Pilar de Goiás är en kommun i Brasilien.   Den ligger i delstaten Goiás, i den centrala delen av landet, 220 km nordväst om huvudstaden Brasília. Antalet invånare är 2 766.
Omgivningarna runt Pilar de Goiás är huvudsakligen savann. Runt Pilar de Goiás är det glesbefolkat, med 15 invånare per kvadratkilometer.